# Atractodes arator
Atractodes arator là một loài tò vò trong họ Ichneumonidae.